# Ліпіни (Мінський повіт)
Ліпіни (пол. Lipiny) — село в Польщі, у гміні Мрози Мінського повіту Мазовецького воєводства.
Населення — 320 осіб (2011).
У 1975-1998 роках село належало до Седлецького воєводства.

## Демографія
Демографічна структура станом на 31 березня 2011 року:
|          | Загалом | Допрацездатний вік | Працездатний вік | Постпрацездатний вік |
| -------- | ------- | ------------------ | ---------------- | -------------------- |
| Чоловіки | 171     | 33                 | 114              | 24                   |
| Жінки    | 149     | 32                 | 71               | 46                   |
| Разом    | 320     | 65                 | 185              | 70                   |